# Huy Thục
Huy Thục (sinh 22 tháng 12 năm 1935), là một nhạc sĩ, đại tá Quân đội nhân dân Việt Nam được biết tới với những ca khúc như Tiếng đàn ta-lư, Cô gái Pa Kô, Bác đang cùng chúng cháu hành quân, các tác phẩm khí nhạc như Vì miền Nam (viết cho đàn bầu).

## Tiểu sử
Huy Thục sinh năm 1935, quê ở Chính Lý, Lý Nhân, Hà Nam. Tên khai sinh của ông là Lê Huy Thục, còn có bút danh khác là Lê Anh Chiến (đây là bút danh được ông dùng trước bút danh Huy Thục). Ông hoạt động cách mạng từ tháng 8 năm 1945, bắt đầu đi vào con đường âm nhạc từ năm 1950 bằng chơi đàn violon. Từ năm 1954-1956, ông vào Đoàn Văn công Quân khu Hữu Ngạn. Sau đó ông theo học lớp sáng tác âm nhạc đầu tiên tại Trường Âm nhạc Việt Nam. Một thời gian sau, ông lại được cử đi tu nghiệp tại Nhạc viện Liszt ở Hungary. Về nước ông tham gia giảng dạy ở Trường Nghệ thuật Quân đội. Trong thời kỳ Kháng chiến chống Mỹ, ông đã có mặt trên trận đường 9 Nam Lào. Sau đó ông về làm lãnh đạo và chỉ đạo nghệ thuật Đoàn Ca múa Tổng cục Chính trị.
Ông là một nhạc sĩ có khối lượng sáng tác lớn. Các tác phẩm: Kèn xuất trận (thơ Tô Đức Chiêu), Tiếng hát trên đường quê hương, Ơi dòng suối La La, Tiếng đàn ta-lư, Tiến lên chiến sĩ đồng bào (thơ Hồ Chí Minh), Đợi (thơ Vũ Quần Phương), Đêm nay Bác không ngủ (thơ Minh Huệ), Bác đang cùng chúng cháu hành quân, Hợp xướng Hoan hô chiến sĩ Điện Biên. Về tác phẩm khí nhạc: Độc tấu đàn bầu Vì Miền Nam, Độc tấu trống dân tộc Nhịp điệu nước non, âm nhạc cho vũ kịch Ngọn lửa Nghệ Tĩnh (viết cùng Nguyễn Thành và Lương Ngọc Trác), Tiến lên giành toàn thắng (chương I)... Ngoài ra ông còn viết phần âm nhạc cho kịch nói, phim truyện, phim tài liệu, múa...
Đã xuất bản hai Tuyển tập ca khúc và album Tiếng đàn ta-lư. Ông đã nhận được Giải thưởng của Hội Nhạc sĩ Việt Nam (1993, 1995), Giải thưởng Bộ Quốc phòng (1994), Giải thưởng Trung ương Đoàn Thanh niên Cộng sản Hồ Chí Minh (1980).

## Tác phẩm

### Ca khúc
- Kèn xuất trận (thơ Tô Đức Chiêu)
- Tiếng hát trên đường quê hương
- Ơi dòng suối La La
- Tiếng đàn ta-lư
- Tiến lên chiến sĩ đồng bào (phổ thơ Hồ Chí Minh)
- Bác đang cùng chúng cháu hành quân (1969)
- Đợi (thơ Vũ Quần Phương)
- Đêm nay Bác không ngủ (thơ Minh Huệ)
- Trăng khuyết
- Mưa xuân
- Xa biển
- Cánh diều tôi
- Tiếng ca hạnh phúc

### Khí nhạc và hợp xướng
- Tiến lên giành toàn thắng (chương I)
- Vũ kịch Xô Viết Nghệ Tĩnh (viết cùng Nguyễn Thành và Lương Ngọc Trác)
- Độc tấu đàn bầu Vì Miền Nam
- Độc tấu trống dân tộc Nhịp điệu nước non